# Ritchie Blackmore
Richard Hugh "Ritchie" Blackmore (Weston-super-Mare,  14. travnja 1945.), britanski je gitarist i skladatelj, koji je bio jedan od osnivača hard rock sastava Deep Purple i Rainbow. On 1993. godine odlazi iz Deep Purplea radi nesuglasica s ostalim članovima sastava, unatoč vrlo dobrog komercijalnog uspjeha. Njegov trenutni sastav je 'Blackmore's Night', koji radi pod utjecajem renesanse.  Blackmore je bio rangiran na #55, na popisu "100 najboljih gitarista svih vremena u 2003." od časopisa 'Rolling Stone'.

## Životopis

### Rano doba
Blackmore je rođen 14. travnja 1945. godine u Weston-super-Mareu, Engleska, ali su u dobi od dvije godine preselio u Heston, Middlesex. Svoju prvu gitaru dobio je kada je navršio 11 godina. Dok je išao u školu bio je vrlo dobar u raznim sportovima, a pogotovo u bacanju koplja. Blackmore je napustio školu u dobi od 15 godina i počeo je raditi kao šegrt radio mehaničara u neposrednoj blizini 'Heathrow' aerodroma.
Utjecaj na njegov glazbeni stil imali su rock umjetnici poput britanskog gitariste Hanka Marvina i američkog rock and roll pionira Genea Vincenta, a kasnije i country izvođači kao što je Chet Atkins. Njegovo sviranje gitare dolazi do izražaja u ranim 1960-ma, kada je počeo svirati dionice za britanskog producenta Joea Meeka za nekoliko sastava. Bio je član instrumentalnog sastava 'The Outlaws' i prato je basistu Heinza Burta (svirao je na njegovom hit singlu "Just Like Eddie", koji je završio na #10 Top ljestvica), a tu su se još našli i Screaming Lord Sutch, Glenda Collins, Boz Burrell i mnogi drugi. Dok je radio za Joea Meeka, upoznao je Dereka Lawrencea, koji je kasnije radio projekciju na prva tri Deep Purpleova albuma. S klavijaturistom Jonom Lordom, 1968. godine osniva hard rock skupinu Deep Purple, u kojoj će kao član djelovati od 1968. – 1975. i ponovo od 1984. – 1993. godine.

## Diskografija

### Prije Deep Purplea
- 1963 "Just Like Eddie" (Heinz)
- 1989 Rock Profile (Ritchie Blackmore )
- 1991 Rock Profile Vol. 2 (Ritchie Blackmore)
- 1991 The Derek Lawrence Sessions Take 1
- 1992 The Derek Lawrence Sessions Take 3
- 1994 Dreams Do Come True - The 45's Collection (Heinz)
- 1994 Take It! Sessions 63/68 (Ritchie Blackmore )
- 2005 Getaway - Groups & Sessions (Ritchie Blackmore )

### Glazbeni gost
- 1971 Green Bullfrog (Green Bulfrog)
- 1972 Hands Of Jack The Ripper (Screaming Lord Sutch & Heavy Friends)
- 1973 Hurry To The City (Randy Pie & Family, SP)
- 1974 I Survive (Adam Faith, "I Survive")
- 1980 Humanesque (Jack Green, "I Call, No Answer")
- 1990 The Earthquake Album (Rock Aid Armenia, "Smoke On The Water '90")
- 1992 Caché Derriève (Laurent Voulzy, "Guitare héraut")
- 1996 Twang! A Tribute To Hank Marvin & The Shadows ("Apache")
- 1996 All Right Now (Sweet, "All Right Now By Now", recorded live 1976)
- 1997 In A Metal Mood - No More Mr Nice Guy (Pat Boone, "Smoke On The Water")
- 2003 Und Dein Roter Mund (Die Geyers, "Shepherd's Walk")

### Blackmore's Night
Albumi:   
- Shadow of the Moon (1997)
- Under a Violet Moon (1999)
- Fires at Midnight (2001)
- Minstrels and Ballads (2001)
- Ghost of a Rose (2003)
- The Village Lanterne (2006)
- Winter Carols (2006)
- Secret Voyage (2008)

Uživo Albumi:   
- Past Times with Good Company (2002)

Kompilacije:   
- Beyond the Sunset: The Romantic Collection (2004)

Uživo VHS/DVD:   
- Shadow of the Moon (1997)
- Live in Germany '99 (2000)
- Castles and Dreams (2005)
- Paris Moon (2007)

### Film
- 1991 Deep Purple - Heavy Metal Pioneers
- 1995 Rock Family Trees - Deep Purple
- 2002 Classic Albums - Deep Purple's Machine Head
- 2006 Rainbow - In Their Own Words (archive footage)
- 2008 Guitar Gods - Ritchie Blackmore (archive footage)

## Vanjske poveznice
- Službene stranice Ritchieja Blackmorea i sastava Blackmore's Night
- Intervju iz 1975. s Ritchiejem Blackmoreom za časopis Modern Guitars  Arhivirana inačica izvorne stranice od 5. siječnja 2011. (Wayback Machine)